# Bruce Kangwa
Bruce Kangwa (né le 24 juillet 1988 au Zimbabwe) est un footballeur international zimbabwéen, qui évolue au poste de défenseur.

## Biographie

### Carrière en sélection
Il joue son premier match en équipe du Zimbabwe le 12 août 2009, en amical contre le Lesotho (match nul 1-1).
Le 8 septembre 2013, il dispute un match contre le Mozambique rentrant dans le cadre des éliminatoires du mondial 2014 (match nul 1-1).
En 2016, il participe au championnat d'Afrique des nations organisé au Rwanda, puis à la Coupe COSAFA qui se déroule en Namibie.
En janvier 2017, il est retenu par le sélectionneur Callisto Pasuwa afin de participer à la Coupe d'Afrique des nations 2017 organisée au Gabon.

## Palmarès
Highlanders
- Trophée de l'Indépendance (1) :
  - Vainqueur : 2010.